# Moldaviya
Die Moldaviya (russisch Молдавия, deutsch „Moldawien“) war ein Flusskreuzfahrtschiff, das im Jahre 1953 in der Tschechoslowakei in der Werft Narodny Podnik Škoda in Komárno gebaut wurde und zur Rossiya-Klasse (Projekt 785/OL800) gehört. Das Schiff trägt den Namen von Moldawien, einer der ehemaligen 16 Sowjetrepubliken der früheren Sowjetunion.

## Beschreibung
Das Flusskreuzfahrtschiff mit zwei Passagierdecks wurde 1953 bei der slowakischen Werft Narodny Podnik Škoda in Komárno (heute Slovenské Lodenice Komárno, damals Bestandteil des Škoda-Unternehmens) als Moldaviya für die Reederei Wolzhskoje Gruzo-passazhirskoje Parochodstwo („Wolga-Güter-Passagier-Reederei“) in Gorki gebaut. Sie gehörte zu einer von 1952 bis 1958 hergestellten Baureihe von 36 Schiffen des Typs Rossiya, welcher auch als „Projekt 785“ oder „OL800“ (slowakisch osobna lod 800, deutsch „Passagierschiff 800 PS“) bekannt war. Die Moldaviya verfügte über einen dieselelektrischen Antrieb mit zwei Hauptmotoren und wurde auf den Strecken Moskau-Rostow am Don, von 1954 bis 1962 und 1975 bis 1991 sowie dazwischen Tobolsk-Salechard, von 1962 bis 1975 eingesetzt. Nach dem Zerfall der Sowjetunion wurde das Schiff 1992 an die türkische Firma „Kyiy Tur“ verkauft, die das Wasserfahrzeug als Schwimmrestaurant betreiben wollte. Obwohl das Flusskreuzfahrtschiff für die Fahrt auf dem Schwarzen Meer nicht zugelassen war, beschloss der neue Eigner die selbständige Überfahrt nach Trabzon, wo das Schiff als Hotel diente. 1996 wurde beschlossen, die Moldaviya zu modernisieren. Am 28. September 1996 verließ die Moldavija mit 11 Besatzungsmitgliedern aus verschiedenen Staaten an Bord, unter der Führung des russischen Kapitäns Nikolai Suchovitzki, den Hafen von Trabzon. Auf dem Seewege zum Dock vor İnkumi (Provinz Bartın) fiel ein Hauptmotor aus. Während der Zeit der Reparatur auf See kam ein Sturm mit der Stärke 7 bis 8 auf. Nach dem Ankerhieven und Wenden wurde die Moldaviya von einer Welle überrollt und kenterte. Das gekenterte Schiff wurden am nächsten Tag, am Sonntagmorgen, gefunden. Nur vier Mann der Besatzung, darunter der Russe Grigori Kublow, konnten gerettet werden, obwohl alle Besatzungsmitglieder die Rettungswesten angelegt hatten.